# 汪达尔人

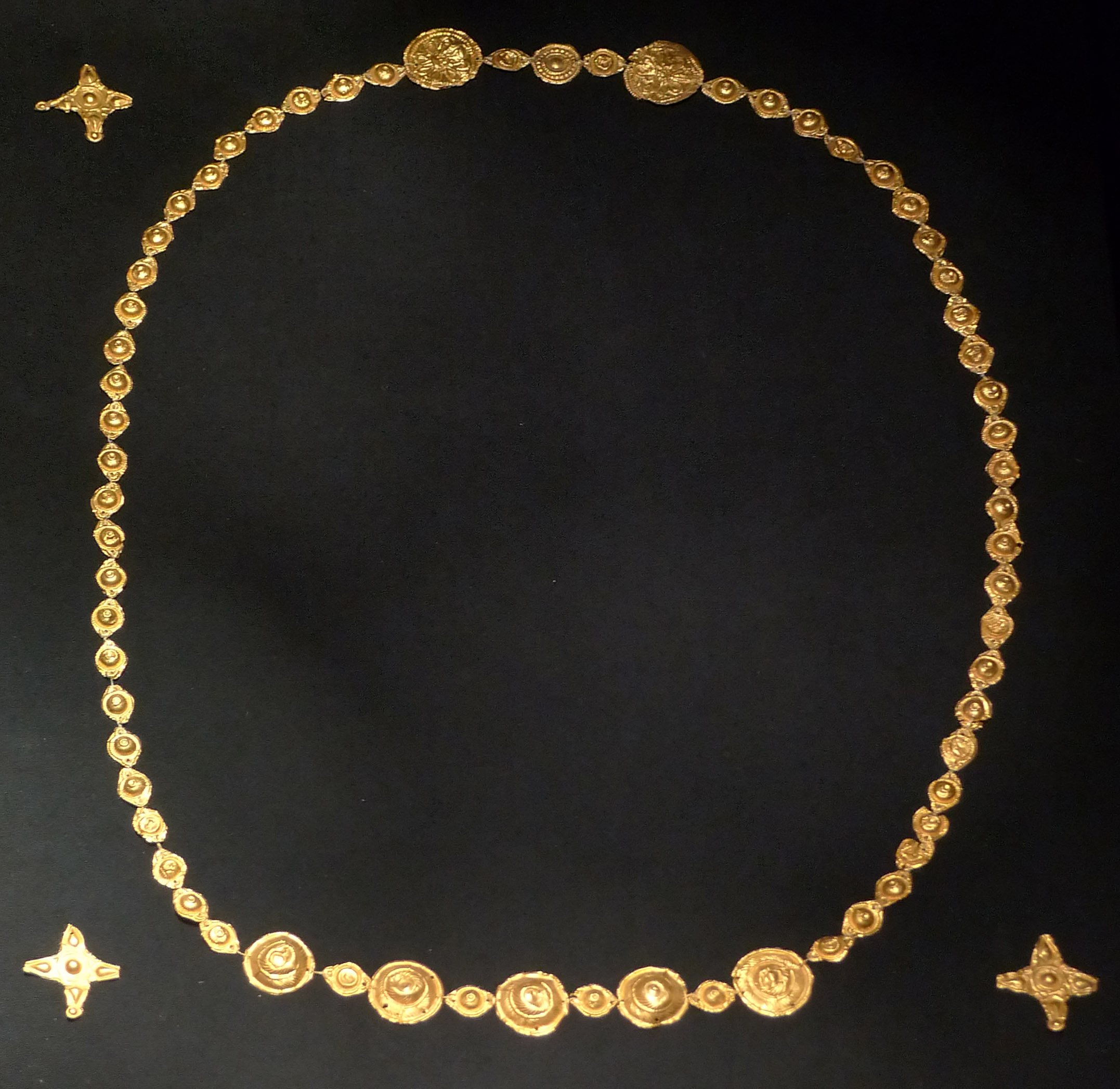
汪達爾人鍛造的金製飾品

汪达尔人（Vandals）是古代一個東日耳曼部族，在民族大迁徙中于429年占领今北非突尼斯一带，建立了汪达尔王国。公元455年，他们从海上出发，并于6月2日洗劫了羅馬城。Vandals亦即英文中“财产破坏”（vandalism）一词由來。
公元533年，東羅馬帝国名將贝利萨留讨伐汪达尔人（汪達爾戰爭），大獲全勝並毀滅了汪达尔王国，將其重新纳入帝国疆土。汪达尔王国的亡国之君盖利默则被押解到君士坦丁堡，退隱度过余生。汪达尔人曾在554年发动过一次武装叛亂，亦被帝國派兵迅速鎮壓。此後大部分汪达尔人被陆续押解到帝国各境為奴，而少部分人则分散在帝國军中服役。如此这般，汪达尔人不仅丧失了自己的国家，而且作为一个民族自此之后也消失得无影无踪。

## 詞源
汪達爾人的名称可能源自原始日耳曼语動詞*wand-（改變/流浪）或日耳曼神話人物「Aurvandil」（耀亮的流浪者；黎明流浪者，長庚），或名為「光明的汪達爾」的日耳曼神明。